# Blattella radicifera
Blattella radicifera är en kackerlacksart som först beskrevs av Hanitsch 1928.  Blattella radicifera ingår i släktet Blattella och familjen småkackerlackor. Inga underarter finns listade.